# Volker Handloik

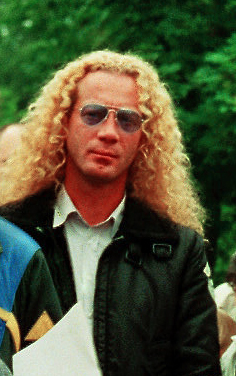
Volker Handloik

Volker Handloik (* 19. Juli 1961 in Rostock; † 11. November 2001 bei Dasht e-Qaleh, Provinz Takhar, Nordost-Afghanistan) war ein freier Journalist und Reporter. 

## Leben
Volker Handloik wuchs in Rostock auf. Er besuchte die Oberschule in Rostock und machte von 1978 bis 1981 eine Ausbildung zum Offset-Rotationsdrucker in der Druckerei der Ostsee-Zeitung in Rostock, der damaligen SED-Bezirkszeitung. Den Beruf als Rotationsdrucker übte er nach Abschluss seiner Lehre bis 1982 aus. Er jobbte anschließend im VEB Fischfang Rostock und bei der Reichsbahn. Über seine Tätigkeit als Bremser und Rangierer bei der Deutschen Reichsbahn kam er 1984 nach Berlin. In Berlin und seiner Heimatstadt studierte er von 1984 bis 1989 Kunstgeschichte. Aus den 80er Jahren stammen auch seine ersten journalistischen Versuche. So veröffentlichte die Ostsee-Zeitung in Rostock 1987 einen Artikel Handloiks über sozialistische Architektur in der Stadt. Ehemalige Kollegen aus Rostock bezeichneten Handloik, der nebenbei Punk-Comics herausgab, in dieser Zeit als Punker.  Mit Heinz Havemeister, Michael Thulin (d. i. Klaus Michael) und Susanne Schleyer gab er von 1988 bis 1990 die nicht offizielle Zeitschrift Liane heraus. Von 1989 bis 1991 war er als Buchautor und Ausstellungskurator tätig. 1990 organisierte er eine Digedags-Ausstellung in Leipzig, deren Katalog als Sondernummer der Zeitschrift Liane erschien. Von 1991 bis 1992 war er als Pressereferent eines Jugendzentrums in Berlin tätig. 
Handloik, der sich für Jazzmusik begeisterte, spielte Saxophon und spielte in den Berliner Bands „Expander des Fortschritts“ und Die Skeptiker.
Ab 1992 arbeitete der mit angesehenen Journalistenpreisen ausgezeichnete Reporter, der als Journalist Autodidakt war, frei für verschiedene Medien. Sein besonderes Interesse galt dabei der Kriegsberichterstattung. Handloik kam 1995 in Grosny (Tschetschenien), von wo er für den Focus berichtete, nur knapp mit dem Leben davon, als vor dem Haupteingang des Regierungsgebäudes, in dessen Nähe er sich aufhielt, eine Autobombe explodierte. Dabei kamen fünf Menschen ums Leben, 61 wurden verletzt. Im Jahr 2000 zog Handloik, der neben Englisch, Französisch, Spanisch und Portugiesisch auch Russisch sprach, nach Moskau, behielt aber noch ein Zimmer bei einer Freundin in Berlin im Stadtbezirk Prenzlauer Berg. 
Er arbeitete für Zeitungen, Zeitschriften und Magazine wie die Frankfurter Allgemeine Zeitung, Süddeutsche Zeitung, taz, Berliner Zeitung, National Geographic, den stern, Focus, mare, GEO, Merian und Spiegel Reporter. Er kam zusammen mit zwei französischen Journalistenkollegen in Nordost-Afghanistan ums Leben, als die Gruppe von sechs Reportern in einen Hinterhalt der Taliban geriet. Handloik war im Auftrag des Stern auf Recherchereise gewesen.

## Tod in Afghanistan
Volker Handloik war im November 2001 zusammen mit dem Reporter der australischen Tageszeitung The Sydney Morning Herald, Paul McGeough, den französischen Reportern Johanne Sutton, Pierre Billaud und Véronique Rebeyrotte sowie dem russischen Journalisten Levon Sedunts auf Einladung des Nordallianz-Kommandanten Amer Bashir im Kalakata-Gebirge im Nordosten Afghanistans unterwegs. Bashir wollte den Reportern den Sieg der Nordallianz über die Taliban vor Augen führen. Das gepanzerte Fahrzeug wurde bei Dunkelheit aus drei Richtungen mit Granaten und Gewehren angegriffen. Das Fahrzeug bremste im Kugelhagel. Handloik, der auf dem Dach gesessen hatte, stürzte hinunter. Auch Johanne Sutton (* 1. Dezember 1966 in Casablanca), Reporterin bei Radio France Internationale, und Pierre Billaud (* 21. Mai 1970 in Agen) vom französischen Hörfunksender RTL fielen vom Fahrzeug oder sprangen ab. Die Leichen von Handloik, Sutton und Billaud wurden am nächsten Tag in ein Camp der Nordallianz gebracht. Der Australier McGeough berichtete, er habe eine Schusswunde an Handloiks Kopf gesehen. Der Tod der drei Journalisten löste eine Debatte über Gefahren der Kriegsberichterstattung aus.

## Auszeichnungen
1995 wurde Handloik für den Egon-Erwin-Kisch-Preis nominiert. 1998 war seine Reportage „Nachtwind – vier Geschichten vom Meer“ für die Zeitschrift mare beim angesehenen Hansel-Mieth-Preis für Printmedien unter den zehn besten Reportagen des Jahres. Den Hansel-Mieth-Preis erhielt Handloik 2003 postum für die nach seinem Tod in der Zeitschrift mare veröffentlichten Reportagen „Die Riviera der Rechtgläubigen“ (Heft 30, 2002) und „Die Frau, die keine purpurnen Hosen besaß“ (Heft 31, 2002). 